# Casa de Cultura (Ulldecona)
La Casa de Cultura —antiga església del Roser— és un edifici d'Ulldecona (Montsià) protegit com a bé cultural d'interès local. Església de l'antic Convent de Dominics, situat enfront d'ella. Té planta rectangular de cinc trams i absis quadrat amb capelles laterals entre els contraforts de la nau. El tram de la nau tocant l'absis vol simular un creuer, malgrat no ser-ho estructuralment. Als peus s'aixecava el cor sobre volta de creueria; actualment sobre l'antic cor, i estenent-se cap al centre de l'església, s'ha situat la biblioteca. La nau així com les capelles estan cobertes per volta de creueria, mentre que el pseudo-creuer s'ha coronat amb una cúpula esfèrica de metall, que substitueix l'anterior de pedra. En els murs laterals s'obren finestres de mig punt. A l'exterior, façana molt senzilla amb porta adovellada d'arc de mig punt i campanar poc alt de secció quadrada. Els murs són de maçoneria menys en les cantoneres i estructures portants que són de carreus. La teulada és a dues vessants.

## Història
El convent fundat l'any 1593 actuà com a vicariat fins al 1721, per després ser priorat. No es coneix cap referència sobre la data de construcció de l'església, però per l'estructura hom pensa que s'ha de situar en els segles XVII-XVIII. El 1775 consta l'existència de la confraria del Santíssim Rosari del Convent del Dominics. Amb la Guerra del Francès l'església és utilitzada com a magatzem i corral, amb el que el paviment i l'altar són destruïts. L'any 1814 tornen els religiosos i amb ells l'edifici fou reconstruït. Amb la desamortització fou expropiat el convent i l'església resta oberta al culte fins a 1872. Després d'aquesta data, l'ajuntament l'utilitzà per diverses funcions municipals com mercat, fins que finalment es remodelà per fer-ho servir com a casa de cultura amb una biblioteca. Amb anterioritat al segle xix hi havia un pas elevat que comunicava l'església i convent.